# Handlingskæde
 Denne artikel bør gennemlæses af en person med fagkendskab for at sikre den faglige korrekthed.

En handlingskæde betegner en række sammenkædede handlinger, der hænger uløseligt sammen. Hver aktivitet eller aktivitetskæder dækker over en handling, og i handlingskæden er disse integrerede. 
Inden for økonomisk teori bruges handlingskæder i analyser af virksomheders aktiviteter. Aktivitetskæderne er ofte i forskellige af virksomhedens delsystemer. Tilsammen sikrer aktivitetskæderne udførelse af et handlingsforløb – dvs løsning af basale opgaver i virksomheden. 
Eksempler på handlingskæder kan være produktudvikling, levering af kundeordrer, produktionsteknisk udvikling osv.